# Franz Lange (Politiker)
Franz Lange (* 18. Dezember 1904 in Berlin; † 27. Oktober 1985 ebenda) war ein deutscher kommunistischer Widerstandskämpfer gegen den Nationalsozialismus und Politiker (SED). Er war Abgeordneter des Zweiten Deutschen Volksrates der SBZ  und der Provisorischen Volkskammer der DDR.

## Leben
Lange, wurde 1921 Mitglied des KJVD, trat 1926 in die Kommunistische Partei Deutschlands (KPD) ein und wurde 1928 Mitarbeiter in der Handelsvertretung der UdSSR in Berlin. Im Stadtbezirk  Kreuzberg organisierte er den „Proletarischen Selbstschutz“. Schon kurz nach der „Machtergreifung“ der Nationalsozialisten wurde er mehrere Monate in Schutzhaft genommen und verbrachte mehrere Monate im KZ Sonnenburg. 1934 erneut verhaftet, verurteilte ihn das Schwurgericht Berlin zu vier Jahren Gefängnis, die er in der Strafanstalt Tegel und im Emsländer Moor verbrachte. Im Juni 1937 wurde er entlassen und stand als „Wehrunwürdiger“ unter besonderer Kontrolle. Dennoch nahm er wieder Verbindungen zu Antifaschisten auf. In den Kriegsjahren fand er Anschluss an die illegale Berliner Parteiorganisation. Er traf mehrmals mit Anton Saefkow konspirativ zusammen und entwarf Flugblatt-Texte zur Errichtung eines antifaschistisch-demokratischen Deutschlands. Nachdem 1944 Anton Saefkow und die anderen Genossen der operativen Leitung der KPD der Gestapo in die Hände fielen, hoffte er, unentdeckt zu bleiben. Am 9. April 1945 – eine Woche vor Beginn des Kampfes der Roten Armee um Berlin – verhafteten ihn Gestapoleute und sperrten ihn in die schon halb zerstörte Gestapozentrale in der Prinz-Albrecht-Straße. Seine Befreiung erfolgte am 2. Mai 1945 durch sowjetische Soldaten.
Er wurde wieder in der KPD aktiv und Leiter des Antifaschistischen Komitees in Berlin-Britz. Er hielt in einer Halle des Straßenbahnhofes in Britz die ersten politischen Schulungsabende ab und wurde Bürgermeister in Berlin-Britz. Im Oktober 1946 wurde er mit dem Mandat der SED in die Bezirksverordnetenversammlung von Berlin-Neukölln gewählt.
Nach dem Befehl Nr. 176 der SMAD vom 18. Dezember 1945, der den Wiederaufbau der Konsumgenossenschaften in der Ostzone regelte, schlossen sich am 11. Mai 1946 die einzelnen Genossenschaften im sowjetischen Sektor zum Verband Berliner Konsumgenossenschaften (VBK) zusammen und beriefen Franz Lange zum Vorsitzenden des VBK. Lange wurde 1951 von Charlotte Lewandowski in dieser Funktion abgelöst.
Im Mai 1949 wurde er Mitglied des Zweiten Deutschen Volksrates und im Oktober 1949 der Provisorischen Volkskammer. In der Provisorischen Volkskammer gehörte er dem Wirtschaftsausschuss an. Im Jahr 1950 besuchte er die Parteihochschule „Karl Marx“. Später übte er verantwortliche Funktionen im Ministerium für Außenhandel aus, war zuletzt stellvertretender Abteilungsleiter im VEB Rationalisierungs- und Rechenzentrum Außenwirtschaft Berlin.
Lange war verheiratet und Vater von zwei Töchtern. Er starb im Alter von 80 Jahren.

## Auszeichnungen
- 1971 Vaterländischer Verdienstorden in Silber